# Đảo Severny
Đảo Severny (tiếng Nga: о́стров Се́верный) là đảo phía bắc của quần đảo Novaya Zemlya, nằm ở phía bắc lục địa nước Nga. Đảo có diện tích 48.904 kilômét vuông (18.900 dặm vuông Anh), khiến nó trở thành đảo lớn thứ 30 trên thế giới. Đảo Severny tách biệt với đảo Yuzhny qua eo biển Matochkin. 40% hòn đảo bị chỏm băng đảo Severny bao phủ, đây là sông băng lớn nhất tại châu Âu theo thể tích (nếu đảo được tính là một phần của châu lục này). Đảo Severny được biết đến nhiều với các sông băng.
Mũi Flissingsky là cực đông của đảo Severny.
Mũi Sukhoy Nos nằm ở cực nam của hòn đảo, từng được sử dụng làm nơi thử nghiệm vũ khí hạt nhân vào các năm 1958–1961. Severny nay có một căn cứ của Lục quân Nga và có một bến cảng.
Có một trạm khí tượng ở mũi Zhelaniya, cực bắc của Severny.